# Алан де Перси
Алан де Перси (англ. Alan de Percy; ок. 1067 — 1130/1135) — английский аристократ и землевладелец, 2-й феодальный барон Перси с 1096/1099 года, старший сын Уильяма I де Перси и Эммы де Порт.

## Биография
Алан упоминается с прозвищем «Великий» (лат. Magnus Alanus). Он наследовал своему отцу, получив все его владения. О высоком положении Алана говорит тот факт, что он женился на Эмме де Гант, близкой родственнице Матильды Фландрской, жены Вильгельма Завоевателя
Вероятно Алан участвовал в войнах, которые король Англии Генрих I Боклерк вёл в Нормандии и Франции.
Алан умер между 1130 и 1135 годами. Наследовал ему старший сын Уильям II де Перси.

## Брак и дети
Жена: Эмма де Гант (Гент), дочь Гилберта I де Ганта, барона Фолкингема, и Алисы, дамы де Монфор-сюр-Риль. Дети:
- Уильям II де Перси (ум. ок. 1174/1175), 3-й феодальный барон Перси с 1030/1035[3].
- Уолтер де Перси (ум. после 1153)[3].
- Генри де Перси[3].

Также сыновьями Алана (неизвестно, законнорожденными или нет), возможно, были:
- Джефри де Перси[3].
- Роберт де Перси[3].
- Готфрид де Перси[3].

Также у Алана известен незаконнорожденный сын:
- Алан де Перси (ум. до 1153)[3].

## Комментарии
1. ↑  Гизелла Люксембургская, мать Гилберта I де Ганта, отца Эммы, была сестрой Огивы Люксембургской, матери Бодуэна V Фландрского, отца королевы Матильды[1].